# Universiada de invierno de 2001
Los XX Juegos Universitarios Internacionales de invierno se realizaron en la ciudad de Zakopane, Polonia, entre el 7 y el 17 de febrero del año 2001.

## Medallas
| Núm. | País            | Oro | Plata | Bronce | Total |
| ---- | --------------- | --- | ----- | ------ | ----- |
| 1    | Rusia           | 14  | 9     | 8      | 31    |
| 2    | Corea del Sur   | 8   | 4     | 3      | 15    |
| 3    | Polonia         | 8   | 3     | 3      | 14    |
| 4    | Eslovenia       | 6   | 4     | 3      | 13    |
| 5    | Suiza           | 5   | 3     | 3      | 11    |
| 6    | Japón           | 3   | 2     | 5      | 10    |
| 7    | Austria         | 2   | 4     | 3      | 9     |
| 8    | Eslovaquia      | 2   | 1     | 3      | 6     |
| 9    | Bielorrusia     | 1   | 4     | 4      | 9     |
| 10   | Bulgaria        | 1   | 3     | 1      | 5     |
| 11   | Ucrania         | 1   | 1     | 2      | 4     |
| 12   | Estados Unidos  | 1   | 0     | 0      | 1     |
| 13   | China           | 0   | 3     | 5      | 8     |
| 14   | Italia          | 0   | 3     | 3      | 6     |
| 15   | Finlandia       | 0   | 2     | 2      | 4     |
| 16   | Francia         | 0   | 2     | 0      | 2     |
| 17   | Canadá          | 0   | 1     | 0      | 1     |
| 17   | Hungría         | 0   | 1     | 0      | 1     |
| 17   | España          | 0   | 1     | 0      | 1     |
| 17   | Suecia          | 0   | 1     | 0      | 1     |
| 21   | República Checa | 0   | 0     | 2      | 2     |
| 22   | Alemania        | 0   | 0     | 1      | 1     |
| 22   | Reino Unido     | 0   | 0     | 1      | 1     |